# 豊幌
豊幌（とよほろ）は北海道江別市の字。郵便番号は067-0021。人口は224人、世帯数は102世帯（2023年12月1日現在）。丁目の設定のない単独町名である。住居表示は全域で未実施。旧北海道札幌県空知郡幌向村の一部、札幌郡江別村の一部、札幌郡江別村大字江別村字幌向太、札幌郡江別町大字江別町字幌向太、札幌郡江別町字豊幌、江別市字豊幌を経て現在の住所となった。

## 地名の由来
幌向の中でも豊かなところ、との意で「豊幌」と名付けられたとされる。

## 地理
江別市東端部に位置し、江別地区に属する。同じ江別市の江別太、美原とは、それぞれ夕張川、石狩川を挟んで接している。
他に岩見沢市の北村砂浜地区、幌向地区、栗沢町北斗地区、空知郡南幌町の川向地区、石狩郡新篠津村とも接している。

### 河川
- 石狩川
  - 旧石狩川
  - 旧幌向川
  - 夕張川
    - 幌向川
      - 清真布川

## 歴史
元々は純然たる農村だったが、1980年代後半以降、豊幌駅を中核とした新興住宅街が発展した。これらの新興住宅街は2000年（平成12年）に豊幌花園町、豊幌美咲町、豊幌はみんぐ町として町名変更されている。
石狩川とその支流の夕張川、幌向川、清真布川がそれぞれ合流しており、水害の常襲地域だったが現在は護岸が整備され、1981年を最後に水害は起きていない。

## 交通
- 鉄道
  - JR北海道・函館本線 - 豊幌駅
- 道路
  - 道央自動車道が通るが、出入口は設置されていない。最寄りの出入口は隣接する江別太に設置された江別東インターチェンジである。
  - 国道12号

## 施設
- 豊幌地区センター
- 江別市立豊幌小学校
- 江別漁業協同組合本部 - 内水面漁業を対象としていたが、ヤツメウナギの深刻な不漁に伴い2015年（平成27年）に解散[9]。
- 石狩川江別ゴルフクラブ
- JR北海道豊幌き電区分所
- 北海道開発局札幌開発建設部豊幌地震観測所
- お茶の水排水機場
- 幌向太排水機場
- 沼尻揚水機場
- 豊幌神社
- 巴農場